# Campeonato Mundial de Ciclismo em Estrada de 2000
O LXVII Campeonato Mundial de Ciclismo em Estrada realizou-se em Plouay (França) entre 10 e 15 de outubro de 2000, baixo a organização da União Ciclista Internacional (UCI) e a Federação Francesa de Ciclismo.
O campeonato constou de corridas nas especialidades de contrarrelógio e de estrada, nas divisões elite masculino, elite feminino e masculino sub-23; ao todo outorgaram-se seis títulos de campeão mundial.

## Resultados

### Masculino
- Contrarrelógio

| Posto  | Ciclista       | País     | Tempo    |
| ------ | -------------- | -------- | -------- |
| Ouro   | Sergi Gonchar  | Ucrânia  | 56:21,75 |
| Prata  | Michael Rich   | Alemanha | 56:31,95 |
| Bronze | László Bodrogi | Hungria  | 56:45,77 |

- Estrada

| Posto  | Ciclista          | País    | Tempo   |
| ------ | ----------------- | ------- | ------- |
| Ouro   | Romāns Vainšteins | Letônia | 6:15:28 |
| Prata  | Zbigniew Spruch   | Polónia | 6:15:28 |
| Bronze | Óscar Freire      | Espanha | 6:15:28 |

### Feminino
- Contrarrelógio

| Posto  | Ciclista           | País           | Tempo    |
| ------ | ------------------ | -------------- | -------- |
| Ouro   | Mari Holden        | Estados Unidos | 33:14,62 |
| Prata  | Jeannie Longo      | França         | 33:18,33 |
| Bronze | Rasa Polikevičiūtė | Lituânia       | 34:01,53 |

- Estrada

| Posto  | Ciclista            | País          | Tempo   |
| ------ | ------------------- | ------------- | ------- |
| Ouro   | Zinaida Stahurskaya | Bielorrússia  | 3:17:39 |
| Prata  | Chantal Beltman     | Países Baixos | 3:19:06 |
| Bronze | Madeleine Lindberg  | Suécia        | 3:19:29 |

### Sub-23
- Contrarrelógio

| Posto  | Ciclista          | País      | Tempo    |
| ------ | ----------------- | --------- | -------- |
| Ouro   | Yevgueni Petrov   | Rússia    | 43:54,14 |
| Prata  | Fabian Cancellara | Suíça     | 44:46,54 |
| Bronze | Michael Rogers    | Austrália | 45:14,07 |

- Estrada

| Posto  | Ciclista          | País    | Tempo   |
| ------ | ----------------- | ------- | ------- |
| Ouro   | Yevgueni Petrov   | Rússia  | 3:58:06 |
| Prata  | Yaroslav Popovych | Ucrânia | 3:58:09 |
| Bronze | Lorenzo Bernucci  | Itália  | 3:58:09 |

## Medalheiro
| 1  | Rússia         | 2 | 0 | 0 | 2  |
| 2  | Ucrânia        | 1 | 1 | 0 | 2  |
| 3  | Bielorrússia   | 1 | 0 | 0 | 1  |
|    | Estados Unidos | 1 | 0 | 0 | 1  |
|    | Letônia        | 1 | 0 | 0 | 1  |
| 6  | Alemanha       | 0 | 1 | 0 | 1  |
|    | França         | 0 | 1 | 0 | 1  |
|    | Países Baixos  | 0 | 1 | 0 | 1  |
|    | Polónia        | 0 | 1 | 0 | 1  |
|    | Suíça          | 0 | 1 | 0 | 1  |
| 11 | Austrália      | 0 | 0 | 1 | 1  |
|    | Espanha        | 0 | 0 | 1 | 1  |
|    | Hungria        | 0 | 0 | 1 | 1  |
|    | Itália         | 0 | 0 | 1 | 1  |
|    | Lituânia       | 0 | 0 | 1 | 1  |
|    | Suécia         | 0 | 0 | 1 | 1  |
|    | TOTAL          | 6 | 6 | 6 | 18 |